# Hornos de Moncalvillo
Hornos de Moncalvillo is een gemeente in de Spaanse provincie en regio La Rioja met een oppervlakte van 7,40 km². Hornos de Moncalvillo telt 91 inwoners (1 januari 2016).

## Demografische ontwikkeling
Bron: INE, 1857-2011: volkstellingen